# Liste des porte-drapeaux à la cérémonie de clôture des Jeux olympiques d'été de 2024
La liste ci-dessous répertorie les porte-drapeaux présents lors de la parade des nations de la cérémonie de clôture des Jeux olympiques d'été de 2024 au Stade de France à Saint-Denis (France). Au cours de ce défilé, les athlètes de chacun des comités nationaux olympiques participants effectuent leur marche précédés du drapeau de leur pays, brandi par le ou les porte-drapeaux choisis par leur délégation.
Pour cette olympiade, les comités nationaux peuvent choisir un ou deux porte-drapeaux comme à la à la cérémonie d'ouverture.

## Ordre du défilé
Conformément à la tradition, la délégation ouvrant la marche est celle de la Grèce, en sa qualité de pays fondateur des Jeux olympiques, avec celle du pays hôte, ici la France. Comme toujours lors des cérémonies de clôture, les autres comités nationaux défilent mélangés.

## Liste des porte-drapeaux
Si des nations ne sont pas représentées par un ou une athlète, leurs drapeaux sont alors portés par des volontaires.
| N°  | Pays                             | Porte-drapeau masculin       | Porte-drapeau masculin  | Porte-drapeau féminin               | Porte-drapeau féminin   | Ref.   |
| N°  | Pays                             | Athlète                      | Discipline              | Athlète                             | Discipline              | Ref.   |
| --- | -------------------------------- | ---------------------------- | ----------------------- | ----------------------------------- | ----------------------- | ------ |
| 01  | Grèce                            | Emmanouíl Karalís            | Athlétisme              | Evangelía Platanióti                | Natation artistique     | [ 3 ]  |
| 02  | Équipe olympique des réfugiés    | Kasra Mehdipournejad         | Taekwondo               | Farida Abaroge                      | Athlétisme              | [ 4 ]  |
| 03  | Afghanistan                      | Sha Mahmood Noor Zahi        | Athlétisme              | Yulduz Hashimi                      | Cyclisme                |        |
| 04  | Afrique du Sud                   | -                            | -                       | Tatjana Smith                       | Natation                |        |
| 05  | Albanie                          | Islam Dudaev                 | Lutte                   | -                                   | -                       |        |
| 06  | Algérie                          | Djamel Sedjati               | Athlétisme              | Imane Khelif                        | Boxe                    | [ 5 ]  |
| 07  | Allemagne                        | Max Rendschmidt              | Canoë-kayak             | Laura Lindemann                     | Triathlon               |        |
| 08  | Andorre                          | Nahuel Carabaña              | Athlétisme              | -                                   | -                       |        |
| 09  | Angola                           | Edmilson Pedro               | Judo                    | -                                   | -                       |        |
| 010 | Antigua-et-Barbuda               | Cejhae Greene                | Athlétisme              | -                                   | -                       |        |
| 011 | Arabie saoudite                  | Mohammed Tolo                | Athlétisme              | Dunya Abutaleb                      | Taekwondo               |        |
| 012 | Argentine                        | José Torres                  | Cyclisme                | Eugenia Bosco                       | Voile                   |        |
| 013 | Arménie                          | Artur Aleksanyan             | Lutte                   | -                                   | -                       |        |
| 014 | Aruba                            | Ethan Westera                | Voile                   | Shanayah Howell                     | Cyclisme                |        |
| 015 | Autriche                         | Lukas Mähr                   | Voile                   | Lara Vadlau                         | Voile                   | [ 6 ]  |
| 016 | Azerbaïdjan                      | Gashim Magomedov             | Taekwondo               | Zeynab Hummatova                    | Gymnastique artistique  |        |
| 017 | Bahamas                          | Charisma Taylor              | Athlétisme              | NC                                  | NC                      |        |
| 018 | Bahreïn                          | Akhmed Tazhudinov            | Lutte                   | -                                   | -                       |        |
| 019 | Bangladesh                       | Porté par un volontaire      | Porté par un volontaire | Porté par un volontaire             | Porté par un volontaire |        |
| 020 | Barbade                          | Matthew Wright               | Triathlon               | -                                   | -                       |        |
| 021 | Belgique                         | -                            | -                       | Nafissatou Thiam                    | Athlétisme              | [ 7 ]  |
| 022 | Belize                           | Shaun Gill                   | Athlétisme              | -                                   | -                       |        |
| 023 | Bénin                            | Alexis Dodji Kpade           | Natation                | Noélie Yarigo                       | Athlétisme              |        |
| 024 | Bermudes                         | Dara Alizadeh                | Aviron                  | -                                   | -                       |        |
| 025 | Bhoutan                          | -                            | -                       | Kinzang Lhamo                       | Athlétisme              |        |
| 026 | Bolivie                          | Héctor Garibay               | Athlétisme              | Guadalupe Torrez                    | Athlétisme              |        |
| 027 | Bosnie-Herzégovine               | -                            | -                       | Lana Pudar                          | Natation                |        |
| 028 | Botswana                         | Letsile Tebogo               | Athlétisme              | Oratile Nowe                        | Athlétisme              |        |
| 029 | Brésil                           | -                            | -                       | Ana Patrícia Ramos · Eduarda Lisboa | Beach-volley            | [ 8 ]  |
| 030 | Brunei                           | Hayley Wong                  | Natation                | -                                   | -                       |        |
| 031 | Bulgarie                         | Semen Novikov                | Lutte                   | Boryana Kaleyn                      | Gymnastique rythmique   |        |
| 032 | Burkina Faso                     | Hugues Fabrice Zango         | Athlétisme              | Marthe Koala                        | Athlétisme              |        |
| 033 | Burundi                          | -                            | -                       | Ange Ciella Niragira                | Judo                    |        |
| 034 | Cap-Vert                         | Samuel Freire                | Athlétisme              | Ivanusa Moreira                     | Boxe                    |        |
| 035 | Îles Caïmans                     | Porté par un volontaire      | Porté par un volontaire | Porté par un volontaire             | Porté par un volontaire |        |
| 036 | Cambodge                         | Bunthorn Chhun               | Athlétisme              | Apsara Sakbun                       | Natation                |        |
| 037 | Cameroun                         | Emmanuel Eseme               | Athlétisme              | Richelle Anita Soppi Mbella         | Judo                    |        |
| 038 | Canada                           | Ethan Katzberg               | Athlétisme              | Summer McIntosh                     | Natation                | [ 9 ]  |
| 039 | République centrafricaine        | Tracy Marine Andet           | Natation                | Herve Toumandji                     | Athlétisme              |        |
| 040 | Chili                            | Fernanda Aguirre             | Taekwondo               | Clemente Seguel                     | Voile                   |        |
| 041 | Chine                            | Li Fabin                     | Haltérophilie           | Ou Zixia                            | Hockey sur gazon        | [ 10 ] |
| 042 | Chypre                           | -                            | -                       | Vera Tugolukova                     | Gymnastique artistique  |        |
| 043 | Colombie                         | Yeison López                 | Haltérophilie           | Mari Sánchez                        | Haltérophilie           |        |
| 044 | Comores                          | Hachim Maaroufou             | Athlétisme              | Maesha Saadi                        | Natation                |        |
| 045 | République du Congo              | -                            | -                       | Natacha Ngoye                       | Athlétisme              |        |
| 046 | République démocratique du Congo | -                            | -                       | Brigitte Mbabi                      | Boxe                    |        |
| 047 | Îles Cook                        | Lanihei Connolly             | Natation                | -                                   | -                       |        |
| 048 | Corée du Sud                     | Park Tae-joon                | Taekwondo               | Im Ae-ji                            | Boxe                    |        |
| 049 | Costa Rica                       | Gerald Drummond              | Athlétisme              | Milagro Mena                        | Cyclisme                |        |
| 050 | Côte d'Ivoire                    | Arthur Cissé                 | Athlétisme              | Maboundou Koné                      | Athlétisme              |        |
| 051 | Croatie                          | Ivan Šapina                  | Taekwondo               | Lena Stojković                      | Taekwondo               |        |
| 052 | Cuba                             | Mijaín López                 | Lutte                   | Yarisleidis Cirilo                  | Canoë-kayak             |        |
| 053 | Danemark                         | Turpal Bisultanov            | Lutte                   | Helena Rosendahl Bach               | Natation                | [ 11 ] |
| 054 | Djibouti                         | Ibrahim Hassan               | Athlétisme              | -                                   | -                       |        |
| 055 | République dominicaine           | Alexander Ogando             | Athlétisme              | Beatriz Pirón                       | Haltérophilie           |        |
| 056 | Dominique                        | Thea LaFond                  | Athlétisme              | -                                   | -                       |        |
| 057 | Égypte                           | Ahmed El-Gendy               | Pentathlon moderne      | Sara Ahmed                          | Haltérophilie           |        |
| 058 | Salvador                         | Porté par un volontaire      | Porté par un volontaire | Porté par un volontaire             | Porté par un volontaire |        |
| 059 | Émirats arabes unis              | Porté par un volontaire      | Porté par un volontaire | Porté par un volontaire             | Porté par un volontaire |        |
| 060 | Équateur                         | Brian Pintado                | Athlétisme              | Neisi Dajomes                       | Haltérophilie           |        |
| 061 | Érythrée                         | Samson Amare                 | Athlétisme              | Dolshi Tesfu                        | Athlétisme              |        |
| 062 | Espagne                          | Jordan Díaz                  | Athlétisme              | María Pérez                         | Athlétisme              | [ 12 ] |
| 063 | Estonie                          | Janek Õiglane                | Athlétisme              | Reena Pärnat                        | Tir à l'arc             |        |
| 064 | Eswatini                         | Sibusiso Matsenjwa           | Athlétisme              | -                                   | -                       |        |
| 065 | Éthiopie                         | Kenenisa Bekele              | Athlétisme              | -                                   | -                       |        |
| 066 | Fidji                            | David Young                  | Natation                | Venice Traill                       | Taekwondo               | [ 13 ] |
| 067 | Finlande                         | -                            | -                       | Saga Vanninen                       | Athlétisme              |        |
| 068 | Gabon                            | Wissy Frank Hoye             | Athlétisme              | Noélie Annette Lacour               | Natation                |        |
| 069 | Gambie                           | Alasan Ann                   | Taekwondo               | Gina Mariam Bass Bittaye            | Athlétisme              |        |
| 070 | Géorgie                          | Geno Petriashvili            | Lutte                   | -                                   | -                       |        |
| 071 | Ghana                            | Joseph Paul Amoah            | Athlétisme              | Rose Amoanimaa Yeboah               | Athlétisme              |        |
| 072 | Grande-Bretagne                  | Alex Yee                     | Triathlon               | Bryony Page                         | Gymnastique artistique  | [ 14 ] |
| 073 | Grenade                          | Halle Hazzard                | Athlétisme              | Kirani James                        | Athlétisme              |        |
| 074 | Guam                             | -                            | -                       | Mia-Lahnee Aquino                   | Lutte                   |        |
| 075 | Guatemala                        | Alberto González Mindez      | Athlétisme              | Adriana Ruano Oliva                 | Tir                     |        |
| 076 | Guinée                           | Elhadj N'gane Diallo         | Natation                | Fatoumata Sylla                     | Tir à l'arc             |        |
| 077 | Guinée-Bissau                    | Diamantino Iuna Fafé         | Lutte                   | -                                   | -                       |        |
| 078 | Guinée équatoriale               | Porté par un voluntaire      | Porté par un voluntaire | Porté par un voluntaire             | Porté par un voluntaire |        |
| 079 | Guyana                           | Emanuel Archibald            | Athlétisme              | Aliyah Abrams                       | Athlétisme              |        |
| 080 | Haïti                            | Cedrick Belony-Duliepre      | Boxe                    | Emelia Chatfield                    | Athlétisme              |        |
| 081 | Honduras                         | Kevin Mejía                  | Lutte                   | Julimar Ávila                       | Natation                |        |
| 082 | Hong Kong                        | Lo Wai Fung                  | Taekwondo               | Lee Sze Wing                        | Cyclisme                |        |
| 083 | Hongrie                          | Kristóf Milák                | Natation                | Tamara Csipes                       | Canoë-kayak             | [ 15 ] |
| 084 | Inde                             | P. R. Sreejesh               | Hockey sur gazon        | Manu Bhaker                         | Tir                     | [ 16 ] |
| 085 | Indonésie                        | Rizki Juniansyah             | Haltérophilie           |                                     |                         |        |
| 086 | Iran                             | Arian Salimi                 | Taekwondo               | Fatemeh Mojallal                    | Aviron                  |        |
| 087 | Irak                             | Ali Rubaiawi                 | Haltérophilie           | -                                   | -                       |        |
| 088 | Irlande                          | Daniel Wiffen                | Natation                | Mona McSharry                       | Natation                | [ 17 ] |
| 089 | Islande                          | -                            | -                       | Erna Sóley Gunnarsdóttir            | Athlétisme              |        |
| 090 | Israël                           | Tom Reuveny                  | Voile                   | Romi Paritzki                       | Gymnastique artistique  |        |
| 091 | Italie                           | Gregorio Paltrinieri         | Natation                | Rossella Fiamingo                   | Escrime                 | [ 18 ] |
| 092 | Jamaïque                         | Rajindra Campbell            | Athlétisme              | -                                   | -                       |        |
| 093 | Japon                            | -                            | -                       | Haruka Kitaguchi                    | Athlétisme              |        |
| 094 | Jordanie                         | Zaid Kareem                  | Taekwondo               | Julyana Al-Sadeq                    | Taekwondo               |        |
| 095 | Kazakhstan                       | Batyrkhan Toleugali          | Taekwondo               | Elzhana Taniyeva                    | Gymnastique artistique  |        |
| 096 | Kenya                            | Eliud Kipchoge               | Athlétisme              | Faith Kipyegon                      | Athlétisme              |        |
| 097 | Kirghizistan                     | Akzhol Makhmudov             | Lutte                   | Aisuluu Tynybekova                  | Lutte                   |        |
| 098 | Kiribati                         | Kaimauri Erati               | Haltérophilie           | -                                   | -                       |        |
| 099 | Kosovo                           | Adell Sabovic                | Natation                | Gresa Bakraçi                       | Athlétisme              |        |
| 100 | Koweït                           | Porté par un volontaire      | Porté par un volontaire | Porté par un volontaire             | Porté par un volontaire |        |
| 101 | Laos                             | -                            | -                       | Praewa Misato Philaphandeth         | Gymnastique artistique  |        |
| 102 | Lesotho                          | Tebello Ramakongoana         | Athlétisme              | Mokulubete Blandina Makatisi        | Athlétisme              |        |
| 103 | Lettonie                         | Ernests Zēbolds              | Cyclisme                | Gunta Vaičule                       | Athlétisme              |        |
| 104 | Liban                            | -                            | -                       | Laetitia Aoun                       | Taekwondo               |        |
| 105 | Liberia                          | John Sherman                 | Athlétisme              | -                                   | -                       |        |
| 106 | Libye                            | Porté par un volontaire      | Porté par un volontaire | Porté par un volontaire             | Porté par un volontaire |        |
| 107 | Liechtenstein                    | Porté par un volontaire      | Porté par un volontaire | Porté par un volontaire             | Porté par un volontaire |        |
| 108 | Lituanie                         | -                            | -                       | Dominika Banevič                    | Breaking                |        |
| 109 | Luxembourg                       | -                            | -                       | Patrizia van der Weken              | Athlétisme              | [ 19 ] |
| 110 | Macédoine du Nord                | Vladimir Egorov              | Lutte                   | -                                   | -                       |        |
| 111 | Madagascar                       | -                            | -                       | Rosina Randafiarison                | Haltérophilie           |        |
| 112 | Malaisie                         | Ashley Lau                   | Golf                    | -                                   | -                       |        |
| 113 | Malawi                           | Porté par un volontaire      | Porté par un volontaire | Porté par un volontaire             | Porté par un volontaire |        |
| 114 | Maldives                         | Mohamed Aan Hussain          | Natation                | Aishath Ulya Shaig                  | Natation                | [ 20 ] |
| 115 | Mali                             | Alexien Kouma                | Natation                | Marine Camara                       | Boxe                    |        |
| 116 | Malte                            | -                            | -                       | Katryna Esposito                    | Judo                    |        |
| 117 | Maroc                            | Bilal Mallakh                | Breaking                | Oumaima El-Bouchti                  | Taekwondo               |        |
| 118 | Îles Marshall                    | Philipp Kinono               | Natation                | Mathlynn Sasser                     | Haltérophilie           |        |
| 119 | Maurice                          | Jean de Falbaire             | Voile                   | -                                   | -                       |        |
| 120 | Mauritanie                       | Porté par un volontaire      | Porté par un volontaire | Porté par un volontaire             | Porté par un volontaire |        |
| 121 | Mexique                          | Marco Verde                  | Boxe                    | Nuria Diosdado                      | Natation artistique     | [ 21 ] |
| 122 | Micronésie                       | Porté par un volontaire      | Porté par un volontaire | Porté par un volontaire             | Porté par un volontaire |        |
| 123 | Moldavie                         | Serghei Tarnovschi           | Canoë-kayak             | Anastasia Nichita                   | Lutte                   |        |
| 124 | Monaco                           | Quentin Antognelli           | Aviron                  | Lisa Pou                            | Natation                |        |
| 125 | Mongolie                         | Ankhtsetseg Munkhjantsan     | Haltérophilie           | Tulga Tumur Ochir                   | Lutte                   |        |
| 126 | Monténégro                       | Porté par un volontaire      | Porté par un volontaire | Porté par un volontaire             | Porté par un volontaire |        |
| 127 | Mozambique                       | Tiago Muxanga                | Boxe                    | Deizy Nhaquile                      | Voile                   |        |
| 128 | Birmanie                         | Phone Pyae Han               | Natation                | Thuzar Thet Htar                    | Badminton               |        |
| 129 | Namibie                          | Phillip Seidler              | Natation                | Helalia Johannes                    | Athlétisme              |        |
| 130 | Nauru                            | Winzar Kakiouea              | Athlétisme              | -                                   | -                       |        |
| 131 | Népal                            | -                            | -                       | Shantoshi Shrestha                  | Athlétisme              |        |
| 132 | Nicaragua                        | -                            | -                       | María Carmona                       | Athlétisme              |        |
| 133 | Niger                            | Abdoul Razak Issoufou        | Taekwondo               | Samira Awali Boubacar               | Athlétisme              |        |
| 134 | Nigeria                          | -                            | -                       | Patience Okon George                | Athlétisme              |        |
| 135 | Norvège                          | -                            | -                       | Solfrid Koanda                      | Haltérophilie           |        |
| 136 | Nouvelle-Zélande                 | Finn Butcher                 | Canoë-kayak             | Lisa Carrington                     | Canoë-kayak             |        |
| 137 | Oman                             | Porté par un volontaire      | Porté par un volontaire | Porté par un volontaire             | Porté par un volontaire |        |
| 138 | Ouganda                          | Oscar Chelimo                | Athlétisme              | Kathleen Noble                      | Aviron                  |        |
| 139 | Ouzbékistan                      | Ulugbek Rashitov             | Taekwondo               | -                                   | -                       |        |
| 140 | Pakistan                         | Faiqa Riaz                   | Athlétisme              | -                                   | -                       |        |
| 141 | Palaos                           | Yuri Hosei                   | Natation                | Jion Hosei                          | Natation                | [ 20 ] |
| 142 | Palestine                        | Omar Yaser Ismail            | Taekwondo               | Valerie Tarazi                      | Natation                |        |
| 143 | Panama                           | Arturo Deliser               | Athlétisme              | Atheyna Bylon                       | Boxe                    |        |
| 144 | Papouasie-Nouvelle-Guinée        | Kevin Kassman                | Taekwondo               | Leonie Beu                          | Athlétisme              |        |
| 145 | Paraguay                         | -                            | -                       | Gabriela Narváez                    | Judo                    |        |
| 146 | Pays-Bas                         | Harrie Lavreysen             | Cyclisme                | Femke Bol                           | Athlétisme              | [ 22 ] |
| 147 | Pérou                            | Stefano Peschiera            | Voile                   | María Belén Bazo                    | Voile                   |        |
| 148 | Philippines                      | Carlos Yulo                  | Gymnastique artistique  | Aira Villegas                       | Boxe                    |        |
| 149 | Pologne                          | Wiktor Głazunow              | Canoë-kayak             | Julia Szeremeta                     | Boxe                    |        |
| 150 | Porto Rico                       | Luis Castro Rivera           | Athlétisme              | -                                   | -                       |        |
| 151 | Portugal                         | Iúri Leitão                  | Cyclisme                | Patrícia Sampaio                    | Judo                    |        |
| 152 | Qatar                            | Porté par un volontaire      | Porté par un volontaire | Porté par un volontaire             | Porté par un volontaire |        |
| 153 | Corée du Nord                    | Ri Se-ung                    | Lutte                   | Kim Mi-rae                          | Plongeon                |        |
| 154 | Roumanie                         | -                            | -                       | Mihaela Cambei                      | Haltérophilie           |        |
| 155 | Rwanda                           | Oscar Cyusa Peyre Mitilla    | Natation                | Clementine Mukandanga               | Athlétisme              |        |
| 156 | Saint-Christophe-et-Niévès       | -                            | -                       | Naquille Harris                     | Athlétisme              |        |
| 157 | Sainte-Lucie                     | Porté par un volontaire      | Porté par un volontaire | Porté par un volontaire             | Porté par un volontaire |        |
| 158 | Saint-Marin                      | Myles Nazem Amine            | Lutte                   | Giorgia Cesarini                    | Tir à l'arc             |        |
| 159 | Saint-Vincent-et-les-Grenadines  | Porté par un volontaire      | Porté par un volontaire | Porté par un volontaire             | Porté par un volontaire |        |
| 160 | Îles Salomon                     | -                            | -                       | Sharon Firisua                      | Athlétisme              |        |
| 161 | Samoa                            | Eroni Leilua                 | Voile                   | Samalulu Clifton                    | Canoë-kayak             |        |
| 162 | Samoa américaines                | -                            | -                       | Filomenaleonisa Iakopo              | Athlétisme              |        |
| 163 | Sao Tomé-et-Principe             | Roldeney de Oliveira         | Judo                    | Gorete Semedo                       | Athlétisme              |        |
| 164 | Sénégal                          | Louis François Mendy         | Athlétisme              | Combe Seck                          | Canoë-kayak             |        |
| 165 | Serbie                           | Damir Mikec                  | Tir                     | Zorana Arunović                     | Tir                     |        |
| 166 | Seychelles                       | Dylan Sicobo                 | Athlétisme              | -                                   | -                       |        |
| 167 | Sierra Leone                     | Joshua Wyse                  | Natation                | -                                   | -                       |        |
| 168 | Singapour                        | Maximilian Maeder            | Voile                   | Stephenie Chen                      | Canoë-kayak             |        |
| 169 | Slovaquie                        | Tajmuraz Salkazanov          | Lutte                   | Viktória Forster                    | Athlétisme              |        |
| 170 | Slovénie                         | Toni Vodišek                 | Voile                   | Pia Babnik                          | Golf                    |        |
| 171 | Somalie                          | Porté par un volontaire      | Porté par un volontaire | Porté par un volontaire             | Porté par un volontaire |        |
| 172 | Soudan                           | Yaseen Abdalla               | Athlétisme              | -                                   | -                       |        |
| 173 | Soudan du Sud                    | Abraham Guem                 | Athlétisme              | -                                   | -                       |        |
| 174 | Sri Lanka                        | Viren Nettasinghe            | Badminton               | Dilhani Lekamge                     | Athlétisme              |        |
| 175 | Suède                            | Anton Dahlberg               | Voile                   | Tara Babulfath                      | Judo                    |        |
| 176 | Suisse                           | Roman Mityukov               | Natation                | Julie Derron                        | Triathlon               | [ 23 ] |
| 177 | Suriname                         | Jaïr Tjon En Fa              | Cyclisme                | -                                   | -                       |        |
| 178 | Syrie                            | Man Asaad                    | Haltérophilie           | -                                   | -                       |        |
| 179 | Tadjikistan                      | Davlat Boltaev               | Boxe                    | Munira Abdusalomova                 | Taekwondo               |        |
| 180 | Taipei chinois                   | Yang Chun-han                | Athlétisme              | Lin Yu-ting                         | Boxe                    | [ 5 ]  |
| 181 | Tanzanie                         | Alphonce Simbu               | Athlétisme              | Jackline Sakilu                     | Athlétisme              |        |
| 182 | Tchad                            | Valentin Betoudji            | Athlétisme              | Demos Memneloum                     | Judo                    |        |
| 183 | Tchéquie                         | Martin Fuksa                 | Canoë-kayak             | Nikola Ogrodníková                  | Athlétisme              |        |
| 184 | Thaïlande                        | Weeraphon Wichuma            | Haltérophilie           | Janjaem Suwannapheng                | Boxe                    |        |
| 185 | Timor oriental                   | Manuel Ataide                | Athlétisme              | Ana da Costa da Silva               | Taekwondo               |        |
| 186 | Togo                             | -                            | -                       | Akoko Komlanvi                      | Aviron                  |        |
| 187 | Tonga                            | Maleselo Fufofuka            | Athlétisme              | Feofaaki Epenisa                    | Boxe                    |        |
| 188 | Trinité-et-Tobago                | -                            | -                       | Leah Bertrand                       | Athlétisme              |        |
| 189 | Tunisie                          | Karem Ben Hnia               | Haltérophilie           | Marwa Bouzayani                     | Athlétisme              |        |
| 190 | Turquie                          | Taha Akgül                   | Lutte                   | Buse Naz Çakıroğlu                  | Boxe                    |        |
| 191 | Turkménistan                     | Serdar Rahimov               | Judo                    | -                                   | -                       |        |
| 192 | Tuvalu                           | Karalo Maibuca               | Athlétisme              | Temalini Manatoa                    | Athlétisme              |        |
| 193 | Ukraine                          | Parviz Nasibov               | Lutte                   | Liudmyla Luzan                      | Canoë-kayak             |        |
| 194 | Uruguay                          | Matías Otero                 | Canoë-kayak             | Dolores Moreira                     | Voile                   |        |
| 195 | Vanuatu                          | Hugo Cumbo                   | Judo                    | Priscila Tommy                      | Tennis de table         |        |
| 196 | Venezuela                        | Julio Mayora                 | Haltérophilie           | Anyelin Venegas                     | Haltérophilie           |        |
| 197 | Îles Vierges des États-Unis      | Eduardo Garcia               | Athlétisme              | -                                   | -                       |        |
| 198 | Îles Vierges britanniques        | Rikkoi Brathwaite            | Athlétisme              | -                                   | -                       |        |
| 199 | Viêt Nam                         | Porté par un volontaire      | Porté par un volontaire | Porté par un volontaire             | Porté par un volontaire |        |
| 200 | Yémen                            | Yusuf Marwan Abdullah Nasser | Natation                | Yasameen Al-Raimi                   | Tir                     |        |
| 201 | Zambie                           | Muzala Samukonga             | Athlétisme              | -                                   | -                       |        |
| 202 | Zimbabwe                         | Isaac Mpofu                  | Athlétisme              | Rutendo Nyahora                     | Athlétisme              |        |
| 203 | Australie                        | Matthew Wearn                | Voile                   | Kaylee McKeown                      | Natation                | [ 24 ] |
| 204 | États-Unis                       | Nick Mead                    | Aviron                  | Katie Ledecky                       | Natation                | [ 25 ] |
| 205 | France                           | Antoine Dupont               | Rugby                   | Pauline Ferrand-Prévot              | Cyclisme                | [ 26 ] |